# Peoria Rivermen (SPHL)
Peoria Rivermen je profesionální americký klub ledního hokeje, který sídlí v Peoria ve státě Illinois. Založen byl v roce 2013. Do profesionální SPHL vstoupil v ročníku 2013/14. Své domácí zápasy odehrává v hale Peoria Civic Center s kapacitou 9 919 diváků. Klubové barvy jsou červená, námořnická modř, zlatá a bílá.

## Přehled ligové účasti
Zdroj: 
- 2013– : Southern Professional Hockey League